# Tunel na Jadran
Tunel na Jadran (oficiální název projektu byl Tunel ČSSR – Jadran) je označení zamýšlené železniční tratě z Českých Budějovic přes rakouský Linec na slovinské pobřeží Jadranu, z jejíchž 410 km délky mělo 350 km (345 km) vést v tunelech. Záměrem se od 40. let 20. století zabýval československý vizionář profesor Karel Žlábek, ve druhé polovině 70. let 20. století zpracoval studii záměru Pragoprojekt. Poté byl záměr odložen a nikdy nebyl uskutečněn. Původní záměr projektu byl obchodní, počítalo se však i s rekreačním využitím a rozvojem turismu.

## Historie
Myšlenka propojení Československa s Jadranem se objevila už v podobě návrhu česko-srbského koridoru, který byl projednáván a zamítnut na Pařížské mírové konferenci v roce 1919. Koridor měl oddělovat území Rakouska od území Maďarska. Podobný návrh předložil T. G. Masaryk v květnu 1915 britskému ministru zahraničí E. Greyovi v rámci memoranda Independent Bohemia (Samostatné Čechy), v němž navrhoval i personální unii Čech a Srbochorvatska. Na počátku roku 1920 informoval tisk o soustřeďování československého vojska v okolí Bratislavy a spekulovalo se i o tom, že toto vojsko má zajistit český koridor vojensky. 
Československý vizionář, profesor ekonomie Karel Žlábek, se již od roku 1944 zabýval myšlenkou vybudování převážně tunelového železničního spojení z Českých Budějovic na Jadran, přičemž součástí jeho záměru bylo vybudování československého umělého (polo)ostrova Adriaport v Jaderském moři u slovinského pobřeží, mezi italským přístavem Terst a slovinským přístavem Koper. Ostrov měl být vybudován z rubaniny získané stavbou tunelu. Součástí projektu ostrova měl být obchodní přístav. V roce 1947 tento záměr zahrnul do svého elaborátu o hospodářských vztazích mezi Československem a Německem, zpracovaném pro československé ministerstvo zahraničí.
V roce 1967 Karel Žlábek svoji ideu představil na  na Florida State University. v roce 1975 ji oficiálně navrhl v Československu jako zlepšovací návrh, jehož správcem byl určen ústav Pragoprojekt. V roce 1979 záměr v rámci technicko-ekonomického posouzení realizovatelnosti odborně prověřil projektový ústav Pragoprojekt, jako hlavní projektant byl uváděn Ing. Borovička, též bývá jako iniciátor studie zmiňován tehdejší ředitel Pragoprojektu Vladimír Tvrzník. Projekt byl vyhodnocen jako reálný, přičemž cena za výstavbu byla odhadnuta na 300 miliard korun (v cenách roku 2009 přepočteno na 3 biliony korun českých). Podle studie Pragoprojektu by investiční náklady činily 258 miliard československých korun a tunel měl přinášet provozní zisk přes jednu miliardu ročně. Podle svědectví spolupracovníků se Karel Žlábek pokoušel vyjednat pro projekt podporu na rakouské straně.
V projektu se počítalo s tím, že Československo odkoupí od Jugoslávie část jadranského pobřeží. Projekt se však vůbec nezabýval otázkou, jak by měla vypadat dohoda s Rakouskem a z jakých zdrojů by měl být projekt financován. V projektu bylo vyčísleno, že přeprava kontejnerů i celých kamionů k Jadranu a nazpátek by byla asi šestkrát energeticky úspornější než po silnici, a především výrazně rychlejší.
Pragoprojekt alternativně posuzoval vedení trasy z Břeclavi, které by vyžadovalo tunel o délce 182 kilometrů. Náklady na trať by byly poloviční, ale tento směr by již nebyl atraktivní pro přepravu zboží do západního Německa, což by představovalo výrazné snížení zisků.
Vzhledem k odhadované době výstavby se předpokládalo, že by do ní muselo být investováno přes osm a půl miliardy korun ročně, přičemž celkové investiční náklady do dopravních projektů v celém Československu tehdy činily necelých sedm miliard korun ročně.
Předpokládána byla doba projekční přípravy 10 let a doba výstavby 30 let, položení základního kamene v roce 1991, tj. dokončení nejdříve v roce 2020. Projekt byl následně odložen bez realizace. Traduje se, že realizaci zablokoval Sovětský svaz, resp. že projekt byl tehdy politicky neprůchodný. Oficiálně byl projekt zastaven z finančních důvodů. Negativní postoj Sovětského svazu mohl být ovlivněn tím, že formálně neutrální Rakousko bylo v té době již považováno za součást západního bloku a že Sovětský svaz neměl nejlepší vztahy ani s Jugoslávií a neměl zájem na tom, aby vazalské Československo rozvíjelo vztahy s těmito státy. Projekt byl odložen v roce 1980, Karel Žlábek zemřel v roce 1984.

## Technické řešení
Výchozí stanice s nájezdními rampami pro osobní automobily, nádražím a technickými provozy měla být na jih od Českých Budějovic.
Mezistanicemi měly být pouze Linz a Klagenfurt, koncová stanice měla nést název Adriaport. Zakončení bylo uvažováno ve dvou variantách: buď jako rozšíření koperského přístavu, nebo jako nově vybudovaný umělý československý ostrov Adriaport.
Trať byla navržena s minimálními sklony, kolem 4 ‰. Trať je vedena téměř po přímce v severojižním směru, pouze na konci je trasa zalomena, aby se vyhnula italskému území.
Mezi Českými Budějovicemi a Lincem měl po šestikilometrovém povrchovém úseku vést jeden jednokolejný tunel o délce 72 kilometrů se dvěma podzemními výhybnami. Z Lince měla trať pokračovat 38 km dlouhým povrchovým úsekem a poté 139 kilometrů dlouhým tunelem, který byl rozdělen na 6 stavebních úseků v místech, kde měla trať krátce vystoupit na povrch nebo kde se povrchu velmi přibližovala. U Klagenfurtu trať měla vést 11 kilometrů dlouhým povrchovým úsekem, za ním měl následovat 132 km dlouhý tunel, rovněž rozdělený na 6 stavebních úseků.  Posledních 12 kilometrů měla trať vést po povrchu.   V tunelech mezi Lincem a Jadranem měla být doprava rozdělena do dvou souběžných dopravních tunelů se servisním tunelem uprostřed. Bezpečnostní propojení tunelů byla navržena zhruba v rozestupu 250 metrů.
Uvažovalo se o tom, že by pro tuto trať byly vyvinuty speciální vozy, přizpůsobené pro vyšší rychlost a že by doprava na trati byla kontejnerová. I kvůli zamezení efektů jako je supersonický třesk při vjezdu do tunelu byla navržena traťová rychlost jen 160 km/h.
Projekt počítal s frekvencí dopravy 220 nákladních vlaků a 36 osobních souprav denně. Počítalo se s provozem 52 vlaků denně z Českých Budějovic do Lince a 124 vlaků denně dále do Koperu. Maximální kapacita tunelu byla 64 vlaků denně v prvním úseku a 160 vlaků denně v druhém úseku.
V Linci měla být trať napojena na rakouskou železniční síť. Podle návrhu se tunel pro Československo měl stát významným zdrojem západních valut, protože většinu provozu z Lince na Jadran měly činit vlaky se zbožím určeným pro západní Německo.

## Ohlasy
Navržené technické řešení bylo nadčasové a vizionářské, v mnohém odpovídající pozdějším moderním normám a později realizovaným tunelům. BBC konstatovala, že se jím inspirovali i projektanti Eurotunelu (otevřen 1994), a to jak podobou a funkcí servisního tunelu, tak systémem napájení (25 kV/50 Hz) a kombinovanou přepravou aut, kterou Žlábek ve svém projektu navrhl dávno předtím, než se skutečně ujala.
Rovněž o Gotthardském úpatním tunelu (zahájení stavby 1996, otevřen 2016) se uvádí, že byl postaven v parametrech Žlábkova návrhu, v roce 1999 začal být stavěn též Lötschberský úpatní tunel, který však byl z finančních důvodů zredukován jen na jednu dopravní troubu. 
V roce 2013 natočila režisérka Adéla Babanová krátkometrážní film s názvem Návrat do Adriaportu. Tři měsíce pátrala po archivních materiálech a lidech, kteří se na projektu podíleli. Jde o fiktivní dokument, který pracuje s principy rozpohybované koláže a mísí reálné záznamy s mystifikací.